# Mûmak

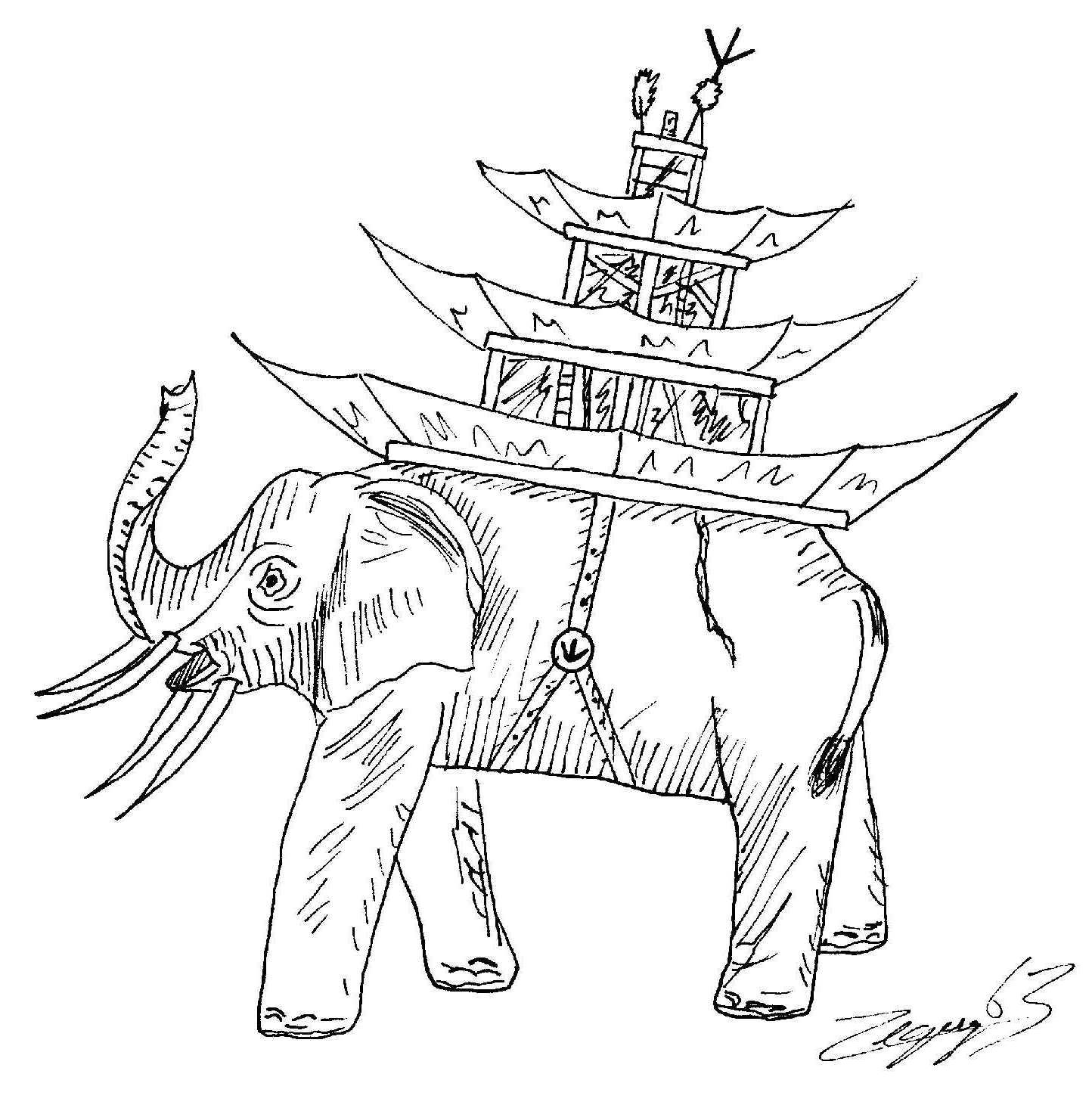
Een mûmak met een howdaw

Een mûmak (meervoud: mûmakil), in het Engels ook wel Oliphaunt genoemd, is een vechtolifant uit het boek The Lord of the Rings van J.R.R. Tolkien, in Nederlandse vertaling In de ban van de ring. Mûmakil worden ingezet door de volkeren van Harad.

## Peter Jackson-film
In de verfilming van het boek van Peter Jackson hebben mûmakil zes slagtanden: vier grote en 2 kleinere aan de onderlip. Hierbij lijken ze wat op de uitgestorven olifant Deinotherium en de keizersmammoet.
Op de rug van een mûmak is een houten constructie geplaatst, een Howdaw genoemd. In de Howdaw passen 12 tot 20 Haradrimstrijders. Op de top van de Howdaw staat een Haradrimgeneraal, ook wel Mûmakkampioen genoemd, die te herkennen is aan zijn goudkleurige helm in de vorm van een arendskop.
De leider van een mûmak, het Mahudstamhoofd, zit op de grootste van de mûmakil, zoals tijdens de slag om de Velden van Pelennor.